# 松子腳 (嘉義縣)
松子腳，原寫為松仔腳，是臺灣嘉義縣民雄鄉的一個傳統地域名稱，位於該鄉東部略偏南。相較於今日行政區，其範圍大致與松山村相近。

## 歷史
台灣日治初期，松子腳地區為一街庄（舊制街庄），稱為「松仔腳庄」，隸屬於打貓東下堡。該庄西北一小段與好收庄為鄰，北與陳厝藔庄為鄰，東北與葉仔藔庄為鄰，東與獅仔頭庄為鄰，南邊為大崎腳庄，西邊為新庄仔庄。
1901年（日治明治三十四年）11月11日，全台設置二十廳，該庄隸屬於嘉義廳。1904年（明治三十七年）2月15日，該庄編入「大崎腳區」，隸屬於嘉義廳。1909年（明治四十二年）10月25日，全台整併二十廳為十二廳，該庄仍隸屬於嘉義廳。1910年（明治四十三年）1月18日，各區管轄區域調整，該庄仍隸屬於嘉義廳的「大崎腳區」。
1920年（大正九年）10月1日，全台廢十二廳改設五州二廳，該庄改制並雅化為「松子腳」大字，隸屬於臺南州嘉義郡民雄庄（新制街庄）。
戰後民雄庄改制為民雄鄉，隸屬於臺南縣，大字亦改制為村。1950年（民國39年）10月，雲、嘉、南分治，民雄鄉改隸屬於嘉義縣。

## 聚落
本地區發展較早的聚落有松仔腳、東湖仔、後山仔等，在日治期初期的官方地圖上已有記載。

## 交通
國道3號又稱「福爾摩沙高速公路」，是貫穿台灣西部的兩條縱向高速公路之一，經過本地區東部。最近的交流道在北側是縣道162號交會處的梅山交流道；在南側是縣道166號交會處（南出北入）暨其南邊縣道159號交會處北側迴轉道（北出南入）聯合運作的竹崎交流道（兩端之間設有側車道鄉道嘉147線可以互相連接）。由此等可快速前往國道3號沿線各地。
縣道162乙線是大林至大崎的道路，經過本地區西北部凸出部分的西北端。由該道路北行可前往大林鎮大林市區南側，並止於縣道162號轉角路口暨鄉道嘉99線路口；南行可前往南鄰大崎腳地區，並止於縣道166號路口。
鄉道嘉106-2線是陳厝寮至松仔腳的道路。
鄉道嘉108線是新庄仔至沙坑的道路。
鄉道嘉111線是寶林寺至內埔仔的道路，也是國道3號的兩側平面道路。

## 學校
- 松山國小

## 公共設施
- 內埔子水庫

## 產業
- 大林糖廠好收農場